# Jean-Marc Vallée
Jean-Marc Vallée (Montréal, 9 marzo 1963 – Berthier-sur-Mer, 25 dicembre 2021) è stato un regista, sceneggiatore e montatore canadese.
Era noto per il suo approccio naturalistico alle riprese, incoraggiando gli attori a improvvisare durante le riprese e utilizzava l'illuminazione naturale e delle telecamere portatili. Si è descritto come "un bambino su un set. Un bambino che gioca con un enorme giocattolo e si diverte".
Nel corso della sua carriera ha ricevuto una candidatura al miglior montaggio ai Premi Oscar 2014, per il film da lui diretto Dallas Buyers Club (2013) e si è aggiudicato due Premi Emmy per la serie televisiva Big Little Lies - Piccole grandi bugie (2017).

## Biografia
Jean-Marc Vallée debutta nel cinema nel 1995 alla regia di Liste noire. Candidato a nove Genie Award, il successo in Canada del film permette a Vallée di ricevere una notevole attenzione dagli studi hollywoodiani. Di conseguenza, il regista trascorre dieci anni in California e dirige Posse II - La banda dei folli (1997) e Loser Love (1999).
Nel 2005 diventa celebre grazie a C.R.A.Z.Y., una commedia drammatica ambientata nella turbolenta Québec degli anni sessanta e settanta, dove il protagonista, interpretato da Marc-André Grondin, compie un viaggio che lo porterà alla ricerca della propria sessualità e a riuscire a farsi accettare dal suo omofobo padre. Il film viene presentato al Toronto International Film Festival del 2005, dove riceve il premio per il miglior film canadese. La pellicola, uscita nelle sale nello stesso anno, è un successo finanziario e di critica, ricevendo undici Genie Awards e tredici Jutra Awards.
Vallée torna alla regia nel 2009 con The Young Victoria, prodotto da Martin Scorsese, Graham King e da Sarah Ferguson e ambientato nei primi anni di regno della regina Vittoria del Regno Unito, interpretata da Emily Blunt. Il film riceve tre candidature ai Premi Oscar 2010, vincendo l'Oscar ai migliori costumi, nonché due premi BAFTA e un Critics' Choice Movie Award.
Nel 2013 Vallée realizza il suo settimo lungometraggio, Dallas Buyers Club, la vera storia di Ron Woodroof, rude elettricista texano al quale, nel 1986, fu diagnosticato l'AIDS. Woodroof è interpretato da Matthew McConaughey, affiancato da Jared Leto e Jennifer Garner. McConaughey e Leto vincono l'Oscar 2014 per le loro interpretazioni.
Nel 2014 dirige Wild, film con una sceneggiatura di Nick Hornby, con protagonista Reese Witherspoon, e ispirato al libro Wild - Una storia selvaggia di avventura e rinascita di Cheryl Strayed. Il film ottiene due candidature agli Oscar nel 2015, una a Reese Witherspoon come miglior attrice protagonista e una a Laura Dern come migliore attrice non protagonista.

### Morte
Vallée è morto all'età di 58 anni a causa di un arresto cardiaco la sera di Natale del 2021, mentre si trovava nel suo chalet a Berthier-sur-Mer.

## Filmografia

### Regista

#### Cinema
- Liste noire (1995)
- Posse II - La banda dei folli (Los Locos) (1997)
- Loser Love (1999)
- C.R.A.Z.Y. (2005)
- The Young Victoria (2009)
- Café de Flore (2011)
- Dallas Buyers Club (2013)
- Wild (2014)
- Demolition - Amare e vivere (Demolition) (2015)

#### Televisione
- Big Little Lies - Piccole grandi bugie (Big Little Lies) – serie TV, 7 episodi (2017)
- Sharp Objects – miniserie TV, 8 puntate (2018)

### Sceneggiatore
- C.R.A.Z.Y. (2005)
- Café de Flore (2011)

### Montatore
- Liste noire (1995)
- Posse II - La banda dei folli (Los Locos) (1997)
- Dallas Buyers Club (2013)
- Wild (2014)
- Demolition - Amare e vivere (Demolition) (2015)

### Produttore
- C.R.A.Z.Y. (2005)
- Café de Flore (2011)
- Demolition - Amare e vivere (Demolition) (2015)
- Big Little Lies - Piccole grandi bugie (Big Little Lies) – serie TV, 14 episodi (2017)
- Sharp Objects – miniserie TV, 8 episodi (2018)

## Riconoscimenti
- Premio Oscar
  - 2014 – Candidatura per il miglior montaggio (condiviso con Martin Pensa) per Dallas Buyers Club

- Premio Emmy[7]
  - 2017 – Miglior miniserie per Big Little Lies - Piccole grandi bugie
  - 2017 – Miglior regia per un film, miniserie o speciale drammatico per Big Little Lies – Piccole grandi bugie, per l'episodio Prendi ciò di cui hai bisogno
  - 2019 – Candidatura per la miglior miniserie per Sharp Objects